# Лео Рендольф
Лео Рендольф (англ. Leo Randolph; 27 лютого 1958) — американський боксер, олімпійський чемпіон 1976 року, чемпіон світу за версією WBA у другій легшій вазі. 

## Аматорська кар'єра
Олімпійські ігри 1976
- 1/16 фіналу. Переміг Массоуді Саматоу (Того)
- 1/8 фіналу. Переміг Констянтина Гроунеску (Румунія) (4-1)
- 1/4 фіналу. Переміг Девіда Лармура (Ірландія) (4-1)
- 1/2 фіналу. Переміг Лешека Блажинського (Польща) (4-1)
- Фінал. Переміг Рамона Дувалона (Куба) (3-2)